# Teahupo'o
Teahupo'o (prononcé [te.a.hu.ˈpo.ʔo] en tahitien) est une ancienne commune française, devenue commune associée à Taiarapu-Ouest à Tahiti, sur la presqu'île de Tahiti Iti, en Polynésie française. La commune est mondialement célèbre pour la vague de Teahupo'o, spot de surf avec des vagues régulières parmi les plus larges et les plus épaisses du monde. Teahupo'o accueille tous les ans, depuis 1997, une étape du circuit du championnat du monde de surf, le Billabong Pro Tahiti. En 2019, la commune est choisie pour recevoir les épreuves de surf des Jeux olympiques d'été de 2024.

## Histoire
Teahupo'o tire son nom d'une grande bataille entre les deux principaux clans de cette partie de l'île : littéralement « le mur de crânes », te (le), ahu (mur), upo'o (crâne). Un mur aurait été bâti à l'emplacement de la séparation du territoire avec les crânes et ossements des vaincus.
Il est connu pour le surf break et les vagues lourdes et vitreuses au large, atteignant souvent 2 à 3 m (6,6 à 9,8 pieds), et parfois jusqu'à 7 mètres (23 pieds). C'est le site de la compétition annuelle de surf Billabong Pro Tahiti, qui fait partie du World Championship Tour (WCT) du circuit de surf de l'Association of Surfing Professionals World Tour, et était autrefois une étape du World Tour de l'International Bodyboarding Association .  Le Tahitien Thierry Vernaudon et quelques autres locaux ont surfé sur Teahupo'o pour la toute première fois en 1985. Les pionniers du bodyboard Mike Stewart et Ben Severson ont présenté le spot en 1986 et il est rapidement devenu un spot underground pour les bodyboarders en quête de sensations fortes. Peu de surfeurs professionnels parcouraient Teahupo'o au début des années 1990 et ce n'est qu'en 1998, au Gotcha Tahiti Pro, que Teahupo'o est devenu largement reconnu comme ayant certaines des vagues les plus fortes au monde. Le 17 août 2000, Laird Hamilton est crédité d'avoir surfé sur la « vague la plus lourde » jamais surfée,  documentée dans le film Riding Giants . En 2003, Malik Joyeux a surfé avec succès l'une des plus grosses vagues jamais surfées.
Nathan Florence, frère cadet du double champion de la Ligue mondiale de surf John John Florence , a attrapé en mai 2015 ce que certains considèrent comme la plus grosse vague jamais pagayée avec succès à Teahupo'o.  Keala Kennelly a été la première femme à remorquer Teahupo'o en mai 2005, obtenant un baril de 10 pieds avant le concours Billabong Tahiti Pro.  Cette pause difficile a été conquise par de nombreux véliplanchistes de haut niveau , dont Jason Polakow, Ali Neil et Levi Siver. Yannick Salmon a été le premier kitesurfer à monter sur Teahupo'o ; cependant, il était incorrectement écrit dans des publications que d'autres l'avaient monté avant lui. Jérémie Eloy et Julien Sudrat ont kitesurfé la vague après Yannick.

## Démographie
| 1977 | 1983 | 1988  | 1996  | 2002  | 2007  | 2012  | 2017  |
| ---- | ---- | ----- | ----- | ----- | ----- | ----- | ----- |
| 718  | 920  | 1 002 | 1 007 | 1 194 | 1 321 | 1 293 | 1 419 |

## Spot de surf

### Grands surfeurs du spot
La vague de Teahupo'o est un spot de surf mondialement célèbre pour ses gauches. En effet, on y trouve parmi les vagues régulières les plus larges et les plus épaisses du monde. Le fond très escarpé écroule brutalement de longues houles sur le récif corallien, créant ainsi des vagues très particulières, demandant un take off (action de se lever sur la planche) instantané et brutal pour ensuite enchaîner un tube. Ce spot figure parmi les plus dangereux du monde, le fond corallien étant à quelques dizaines de centimètres de la surface et l'énorme vague s'écrasant sur la barrière de corail. Il y a régulièrement des accidents, parfois mortels.

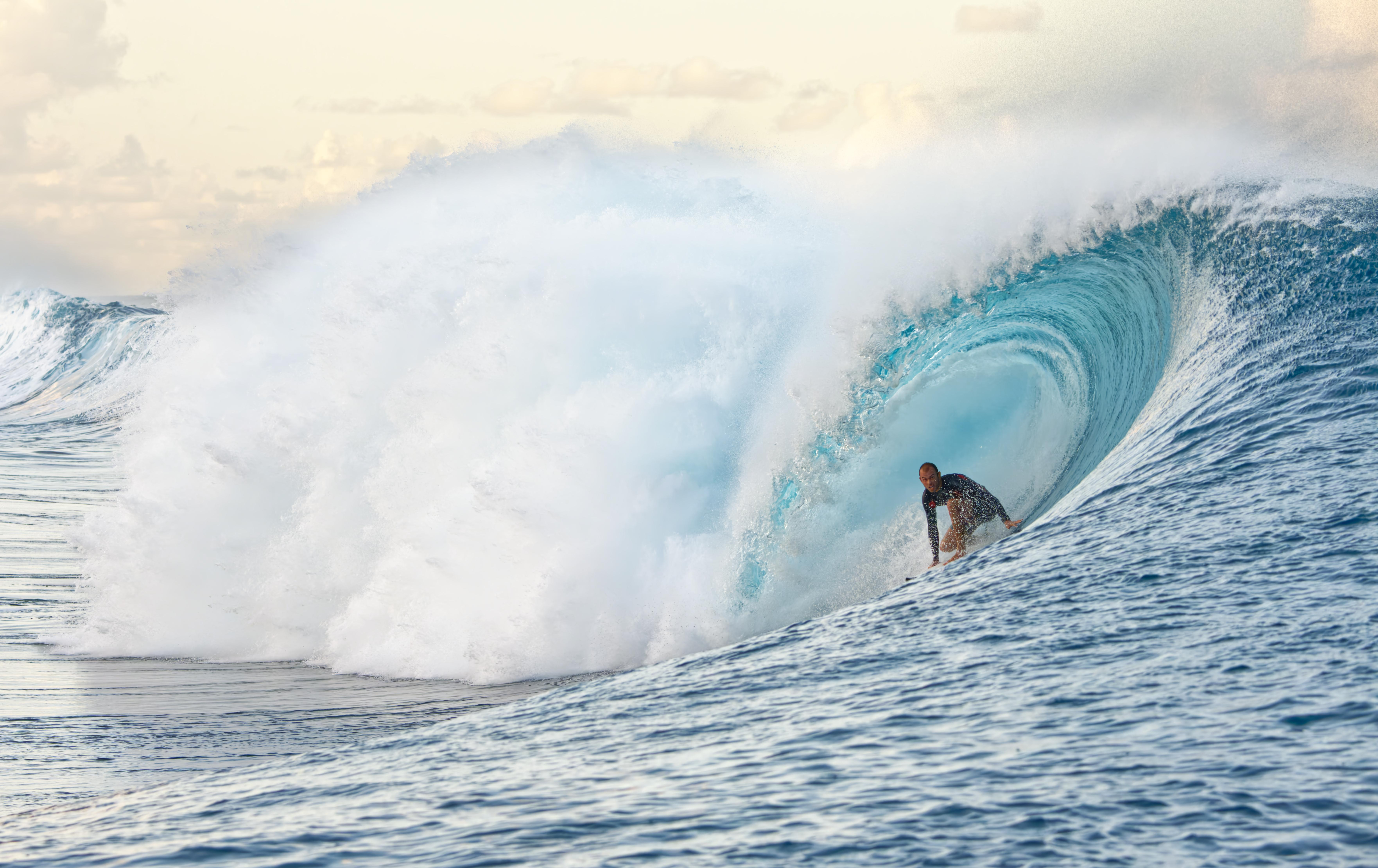
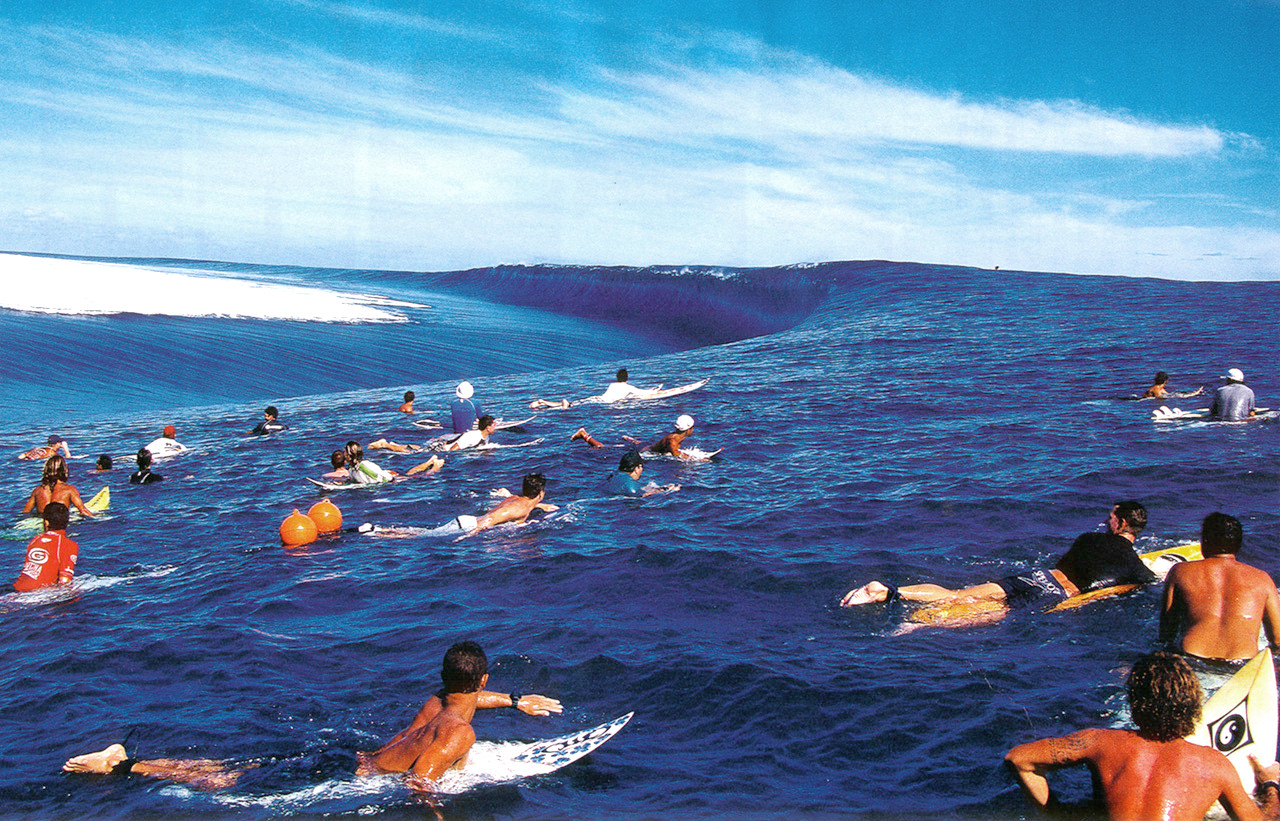
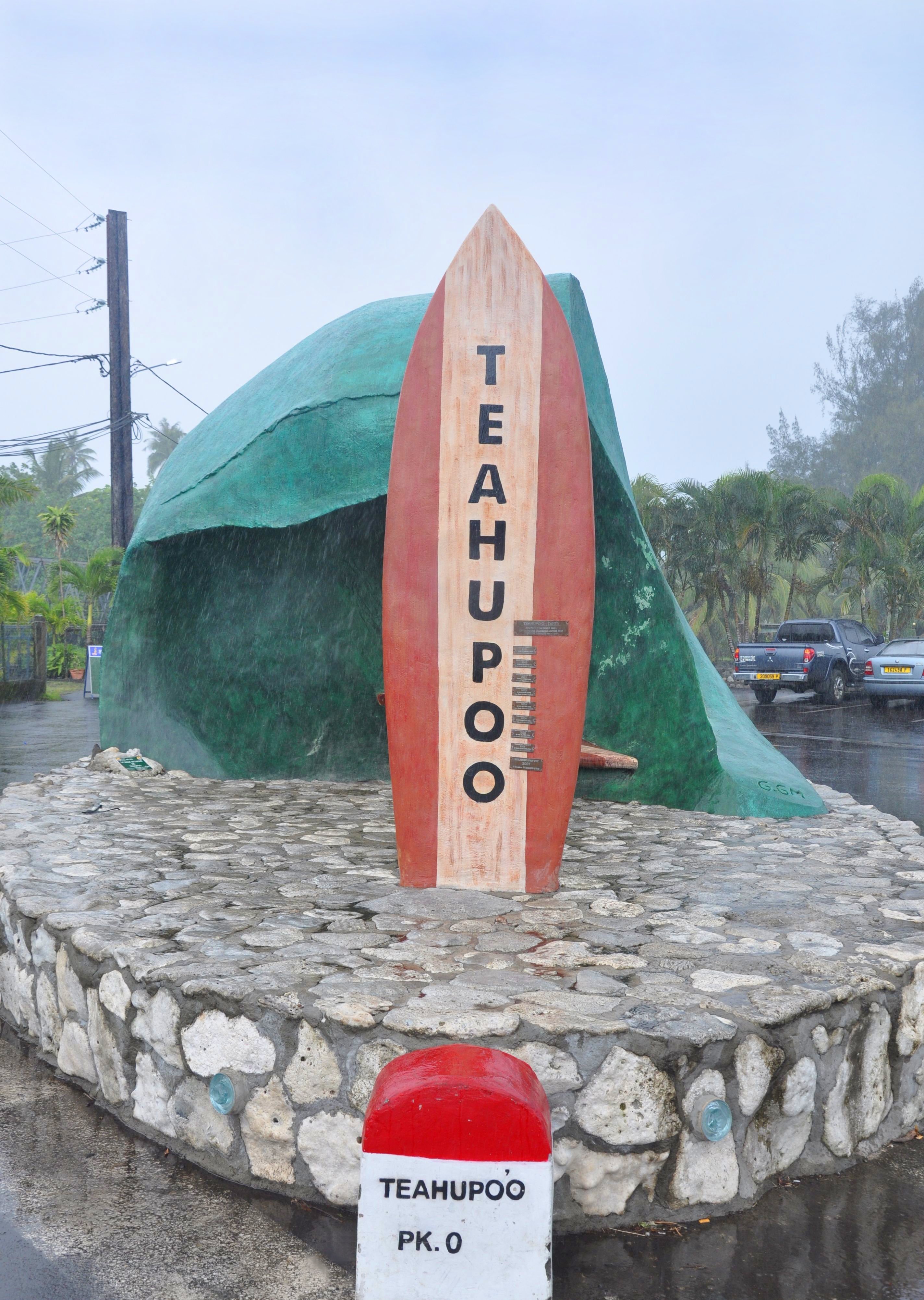

Le spectacle peut toutefois être à la hauteur de la légende du spot comme en août 2000, lorsque Laird Hamilton chevaucha une vague titanesque (15,07 m) et passa dans un tube de la dimension d'un hangar.
Chaque année, une compétition internationale y a lieu, le Billabong Pro Teahupo'o réunissant les surfeurs du tour WCT. Teahupo'o accueille également chaque année une étape du championnat du monde de surf : le Billabong Pro Tahiti.

### Jeux olympiques d'été de 2024
Le lieu est choisi pour accueillir les épreuves du surf des Jeux olympiques d'été de 2024. Le site sera alors aménagé pour accueillir 1 500 spectateurs et battra le record du monde de la distance entre l'endroit où se déroule une épreuve olympique et sa ville hôte avec plus de 15 700 km,. Face à des problèmes écologiques avec la construction sur site de la tour des juges, les épreuves olympiques de surf à Teahupoo sont contestées .